# Pauley Perrette
Pauley Perrette (New Orleans, 27 marzo 1969) è un'attrice e cantante statunitense, nota per aver interpretato il ruolo di Abby Sciuto nella serie televisiva NCIS - Unità anticrimine (2003-2018).

## Biografia
Pauley Perrette è cresciuta in diverse città, spostandosi con frequenza a causa del lavoro del padre.
È stata sposata per tre anni con il cantante e attore canadese Coyote Shivers, da cui ha divorziato nel 2004 a causa del carattere violento e degli abusi dell'uomo.
Convive attualmente a Los Angeles con il compagno Thomas Arklie. È una sostenitrice di diverse organizzazioni di beneficenza, inclusa la salvaguardia degli animali, l'American Red Cross e i diritti civili degli omosessuali.
Ha avuto problemi di salute a causa della tossicità di un elemento usato per la sua tinta di capelli nero inchiostro (essendo una bionda naturale) che le ha causato una reazione allergica.
Nel 2015 ha subito un'aggressione fisica da un senzatetto, il quale è stato poi identificato e condannato.
È membro della Chiesa Metodista Unita di Hollywood.

### Carriera
Inizia la carriera con parti minori in diverse opere al cinema e in televisione tra cui un ruolo ricorrente nella prima stagione della serie 24.
Dagli anni 1990 in poi prende parte a diversi videoclip, tra cui Killer di George Michael, Secret di Madonna e The Unnamed Feeling dei Metallica.
Al cinema recita nelle pellicole The Ring e Ash Tuesday.
Raggiunge la notorietà internazionale nel 2003 con l'interpretazione dell'analista forense Abby Sciuto nella serie televisiva NCIS - Unità anticrimine. Nel 2018 lascia la serie in quanto sostiene di essere stata aggredita fisicamente dall'attore protagonista Mark Harmon in seguito a numerosi diverbi, nati dopo avere contestato i suoi metodi di lavoro che lei definisce "autoritari" e la presenza sul set dell'aggressivo cane dell'attore. Una collaboratrice tecnica sarebbe stata aggredita nel 2016 dal pitbull di Harmon, riportando 16 punti di sutura al volto. L'attrice ha pubblicato la foto della donna ferita. Anche Pauley Perrette, secondo le sue affermazioni, sarebbe stata spintonata da Harmon. Dopo queste affermazioni, Harmon ha minacciato di sporgere querela per diffamazione.
Al di fuori della carriera di attrice, è stata la cantante del gruppo punk rock Lo-Ball, oltre a possedere una propria etichetta discografica: la GO Records. Nel 2010 ha registrato la canzone Fear, scritta con Tom Polce, sotto il nome di Stop Making Friends.
Ha collaborato numerose volte con il programma TV sul crimine America's Most Wanted nel febbraio del 2004, donando alla città di Prattville (Alabama) un assegno di 10.000 dollari che fu utilizzato per integrare l'offerta di ricompensa per le informazioni che portino all'arresto della persona che uccise Shannon Paulk. Paulk era di Prattville, vicino a dove Pauley visse da bambina. Ha anche donato 10.000 dollari ai funzionari delle forze dell'ordine di Detroit nel 2007 come ricompensa per le informazioni sulla scomparsa/omicidio di Raven Jeffries, una bambina di 7 anni di Detroit (l'allora partner di Perrette è di Detroit). La storia fu trasmessa in origine su America's Most Wanted l'8 settembre 2007 su Fox. Ha anche chiesto aiuto alla trasmissione per trovare gli assassini di Lisa Williamson, sua amica assassinata nel 2007 dopo che la sua casa di Detroit fu data alle fiamme. Nel 2009 ha lavorato con il programma sul caso di Tammy Vincent, assassinata nel 1979 e ritrovata nel 2007.
È anche scrittrice (compone canzoni e poesie), fotografa e comproprietaria – con Matthew Sandusky – di una pasticceria: il Donna Bell's Bake Shop  a Manhattan.

## Filmografia

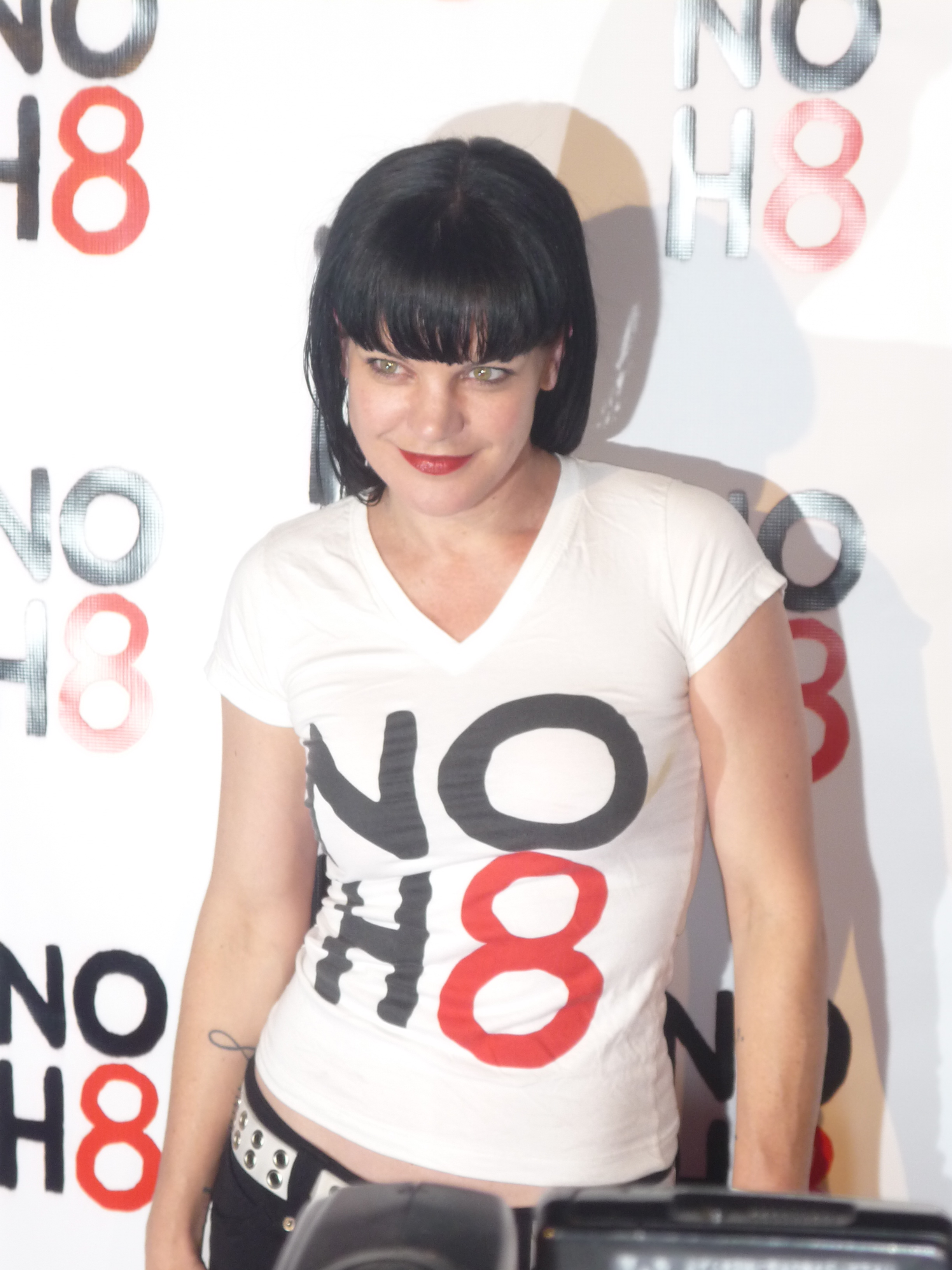
Pauley Perrette mentre partecipa nel 2009 alla NOH8 Campaign contro la California Proposition 8

### Cinema
- Il prezzo dell'amore (The Price of Kissing), regia di Vince DiPersio (1997)
- Hand on the Pump, regia di Brian Ash (1998)
- Hoofboy, regia di Will Keenan (1998)
- Civility, regia di Caesar Cavaricci (2000)
- Quasi famosi (Almost Famous), regia di Cameron Crowe (2000)
- My First Mister, regia di Christine Lahti (2001)
- The Ring, regia di Gore Verbinski (2002)
- Hungry Hearts, regia di Rolf Schrader (2002)
- Ash Tuesday, regia di Jim Hershleder (2003)
- Koda, fratello orso (Brother Bear), regia di Aaron Blaise e Robert Walker (2003) – voce
- Cut and Run, regia di David Harb (2004)
- A Moment of Grace, regia di Alba Francesca (2004)
- Potheads: The Movie, regia di Michael Anton (2005)
- To Comfort You, regia di Marc Saltarelli (2009)
- Satan Hates You, regia di James Felix McKenney (2009)

### Televisione
- Murder One – serie TV, 10 episodi (1996-1997)
- Ultime dal cielo (Early Edition) – serie TV, episodio 1x13 (1997)
- Così è la vita (That's Life) – serie TV, 6 episodi (1998)
- The Drew Carey Show – serie TV, 4 episodi (1998)
- Batman Beyond: The Movie, regia di Curt Geda – film TV (1999) – voce
- Cenerentola a New York (Time of Your Life) – serie TV, 19 episodi (1999-2001)
- Dawson's Creek – serie TV, episodi 5x07-5x08 (2001)
- Special Unit 2 – serie TV, 4 episodi (2001-2002)
- 24 – serie TV, episodi 1x16-1x17 (2002)
- Red Skies, regia di Larry Carroll – film TV (2002)
- CSI - Scena del crimine (CSI: Crime Scene Investigation) – serie TV, episodio 3x15 (2003)
- NCIS - Unità anticrimine (NCIS) – serie TV, 354 episodi (2003-2018)
- NCIS: Los Angeles – serie TV, episodi 1x05-1x09 (2009)
- NCIS: New Orleans – serie TV, episodi 1x02-2x12 (2014-2016)
- When We Rise – miniserie TV (2017)
- Broken – sitcom (2020)

## Doppiatrici italiane
Nelle versioni in italiano delle opere in cui ha recitato, Pauley Perrette è stata doppiata da:
- Patrizia Burul in JAG - Avvocati in divisa, NCIS - Unità anticrimine, NCIS: Los Angeles, NCIS: New Orleans
- Rossella Acerbo in The Ring, When We Rise
- Giò Giò Rapattoni in Cenerentola a New York
- Federica De Bortoli in 24
- Tatiana Dessi in CSI - Scena del crimine

Da doppiatrice è sostituita da:
- Fiamma Izzo in Koda, fratello orso